# 格雷格·奈特
格雷格·奈特爵士（英語：Sir Greg Knight，1949年4月4日—），英國保守黨政治家。自2001年開始，他擔任東約克郡選區選出的英國下議院議員。他是世界唯一的國會議員樂團MP4的成員。